# Kalajoki
Kalajoki este o comună din Finlanda.